# Gabriel Louis de Caulaincourt
Pour les autres membres de la famille, voir Caulaincourt.
Gabriel Louis, 4e marquis de Caulaincourt, né le 15 novembre 1740 à Leschelle, mort à Paris le 27 octobre 1808, est un général français de la Révolution et de l’Empire.

## Biographie
Issu d'une ancienne famille de la noblesse du Vermandois, en Picardie, il est le fils de Marc Louis, 3e marquis de Caulaincourt, et d'Henriette Le Cat d'Hervilly.  
Il suit la carrière militaire et s'y distingue. Il est fait Chevalier de l'Ordre royal et militaire de Saint-Louis le 14 janvier 1772, et le 5 décembre 1781, il est brigadier d'infanterie. Il est promu maréchal de camp le 9 mars 1788, et il occupe les fonctions de gouverneur militaire de l'Artois jusqu'au 1er février 1792. 
Il est élevé au grade de lieutenant-général le 1er février 1792, et est affecté à l'armée du Nord. Il prend alors son fils Armand Augustin Louis de Caulaincourt pour aide de camp. Le 22 mai 1792, il est porté démissionnaire. Destitué en tant qu'ancien noble, il quitte l'armée. Il ne recouvre son grade, et la retraite associée, que le 8 février 1795, après la Terreur. 
Le 5 novembre 1803 (14 brumaire an XII), il devient membre de la Légion d'honneur. Le 1er février 1805 (12 pluviose an XIII), Napoléon le nomme au Sénat conservateur, où il se montre un dévoué serviteur de l'Empereur.

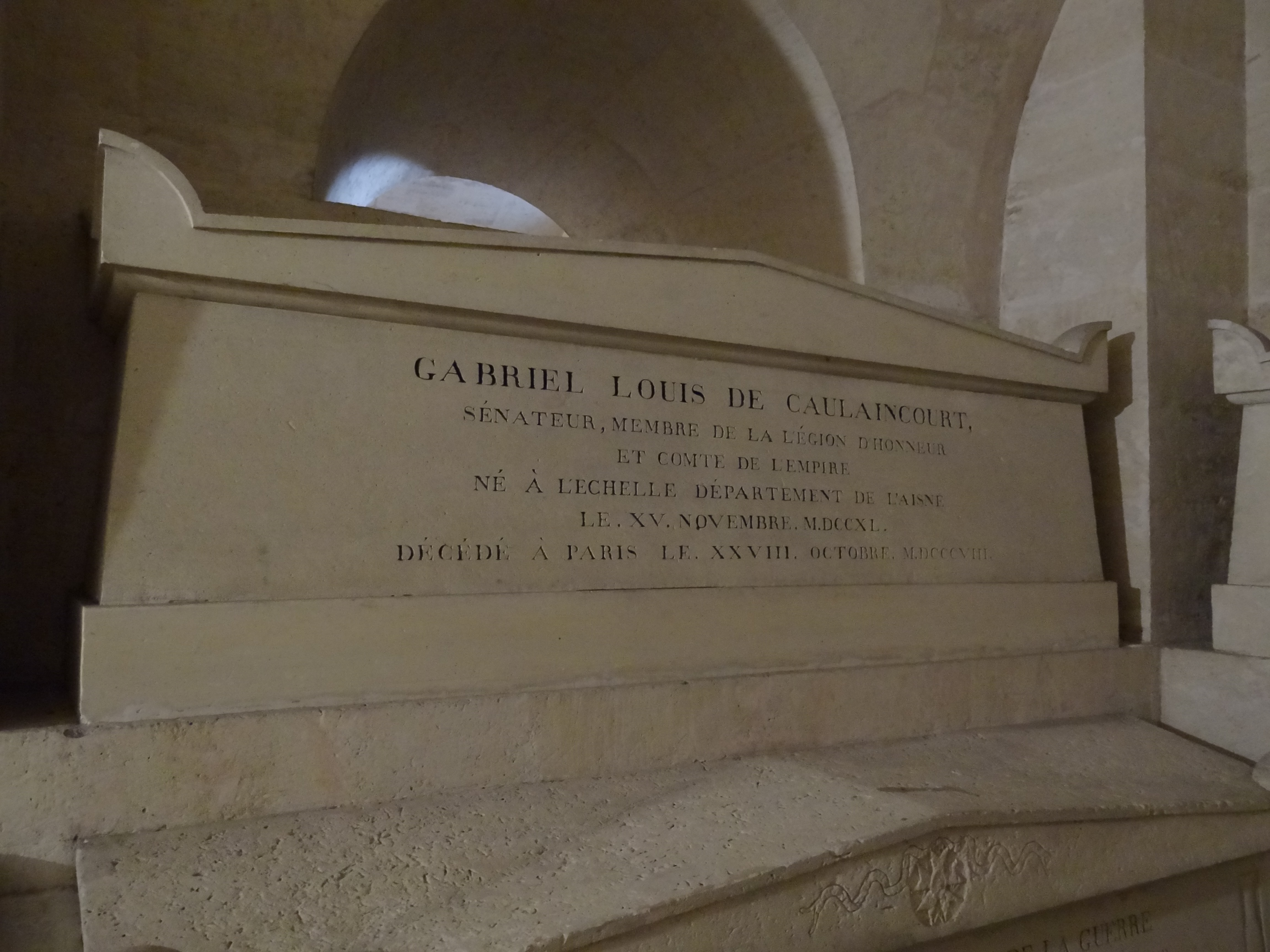
Le tombeau de Gabriel Louis de Caulaincourt au Panthéon.

Il est fait comte de l'Empire le 24 avril 1808, quelques mois avant sa mort, survenue le 27 octobre 1808 à Paris. Il est inhumé au Panthéon.

## Mariage et descendance
De son mariage en 1770 avec Anne Joséphine de Barandier de La Chaussée d'Eu (1751-1830), il est le père de quatre enfants :
- Armand Augustin Louis 5e marquis de Caulaincourt, duc de Vicence, le ministre et général de Napoléon[1]
- Auguste Jean Gabriel de Caulaincourt, comte de Caulaincourt et de l'Empire, officier sous l'Empire.
- Augustine Louise de Caulaincourt (1774-1832), mariée en premières noces avec Christophe de Mornay de Montchevreuil (1769-1803), d'où Auguste de Mornay, puis en 1806 avec Ange Philippe, comte d'Esterno.
- Augustine Amicie de Caulaincourt (1776-1847), mariée en premières noces en 1795 avec  Paul Louis de Thelusson (1757-1801), fils de Georges Tobie de Thellusson, puis avec Auguste Rousseau de Saint Aignan (1770-1858).

## Titres
- 4e Marquis de Caulaincourt (à la mort de son père, en 1774) ;
- Comte de Caulaincourt et de l'Empire (lettres patentes du 24 avril 1808, Bayonne[2]) ;

## Distinctions
- Chevalier de Saint-Louis le 14 janvier 1772 ;
- Légionnaire le 14 brumaire an XIII[réf. souhaitée];

## Armoiries
| Figure | Blasonnement |
|        | Armes du marquis de Caulaincourt sous l'Ancien Régime : - De sable, au chef d'or. |
|        | Armes du comte de Caulaincourt et de l'Empire De sable coupé d'or, le coupé d'or chargé d'un sauvage de gueules appuyé sur une massue de sable portant sur le poing dextre un coq de sable, le franc quartier de comte sénateur brochant sur le coupé de sable. - Livrées : bleu, noir, jaune et rouge. |

## Sources
- « Caulaincourt (Gabriel Louis, marquis de) », dans Adolphe Robert et Gaston Cougny, Dictionnaire des parlementaires français, Edgar Bourloton, 1889-1891 [détail de l’édition]
- Service Historique de l’Armée de Terre – Fort de Vincennes – Dossier S.H.A.T. Côte : 3 Yd 1 275.